# Builders of Egypt
Builders of Egypt là một dạng game xây dựng thành phố mang tính kinh tế sắp ra mắt lấy bối cảnh Ai Cập cổ đại. Câu chuyện sẽ bắt đầu trong một thời kỳ nguyên thủy ít được biết đến. Người chơi sẽ có thể quan sát sự ra đời của Nền văn minh Ai Cập và trò chơi sẽ kết thúc với sự sụp đổ của Vương quốc Ptolemy và cái chết của Cleopatra.
Builders of Egypt: Prologue, phiên bản demo được phát hành vào ngày 2 tháng 3 năm 2020.

## Lối chơi
Builders of Egypt dự kiến sẽ có những điểm tương đồng với những tựa game xây dựng thành phố trước đây của hãng Impressions Games lấy bối cảnh Ai Cập cổ đại: Pharaoh và tựa game kế nhiệm tinh thần của nó mang tên Immortal Cities: Children of the Nile.